# Ingrid Figur
Ingrid Figur, née à Berlin le 1er octobre 1936 et morte le 15 juillet 2025, est une soprano allemande active, tant au concert et qu'à l'oratorio, et professeure de chant.

## Carrière
Ingrid Figur étudie dans sa ville natale, d'abord la germanistique, puis la musique à l'école pour devenir professeure, suivies finalement par ses études de chant. Ensuite, elle entame une carrière, tant dans le répertoire du lied que de l'oratorio, en Allemagne ou hors d'Allemagne.
Dès 1974, elle enseigne de chant à la Haute école des Arts de Berlin, et en tant que professeur de 1980 à 1999. Ingrid Figur forme beaucoup de chanteurs connus au niveau national et international. Parmi ses élèves on trouve notamment Claudia Barainsky, Merav Barnea, Stella Doufexis, Ursula Hesse, Andrea Long, Sebastian Noack, Christine Schäfer, Mojca Erdmann, Stefanie Kunschke et Tim Severloh.
Particulièrement remarquable est sa longue collaboration et adhésion à l'Internationale Bachakademie Stuttgart, ainsi qu'aux nichi-doku Liederkreis de Berlin (Deutsch-japanische Sommerakademie für Gesang und Liedbegleitung). En outre elle donne de nombreuses classes de maître en Allemagne et d'autres pays.